# Nemertea (település)
Nemertea falu Romániában, a történelmi Havasalföldön, Munténiában, Buzău megye északnyugati hegyvidékes területén. Gura Teghii község része. 

## Földrajz
Nemertea Munténia és Erdély határának közelében, az óromániai lankás domboldalakon helyezkedik el, igen változatos természeti környezetben, a tájat átszelő Bâsca Roziliei folyó közvetlen közelében. 

## Története
A falut a Kárpátok túloldaláról érkező székelyek alapították, noha olyan vélemények is vannak, mely szerint a település a Kárpátokba be nem települt etelközi magyarság egyik maradványa. A falu a középkori Săcuieni megye része volt, mely nevét a vidék jelentős székely lakosságáról kapta. A település neve a magyar nem értem kifejezésből származik. A falu lakossága ugyanis sokáig nem beszélte a román nyelvet, a környező románsággal való kapcsolatuk során ezért olyan sokszor hangzott el a nem értem kifejezés, hogy végül a románok így kezdtek el utalni a hegyvidéki idegenekre, falujukat Nemertem-nek (mely az idők során Nemertea-ra alakult), lakosaikat nemerţeni-nek keresztelve. Az itteni magyarok az évszázadok során, papjaik nem lévén, elvesztették eredeti vallásukat, és áttértek az ortodox hitre, végül nyelvileg is beolvadtak a románságba.
1892-től 1926-ig Nemertea községközpont volt, azóta a közvetlen közelben fekvő Gura Teghii községhez van beosztva közigazgatásilag. A falu nagy kiterjedésű, szétszórt házcsoportokból álló, pár száz fős tipikus hegyi település.

## Népesség
1930-ban 214-en lakták, mindannyian román ortodoxok voltak.
A legutóbbi, 2011-es népszámlálás szerint a falunak 395 román lakosa van.